# У Игун
У Игу́н (кит. упр. 吴贻弓, пиньинь Wú Yígōng, 1 декабря 1938 — 14 сентября 2019) — китайский кинорежиссёр и продюсер. Член КПК с июня 1985 года, член 14-го и 15-го составов ЦК КПК.

## Биография
У Игун родился в 1938 году в Ханчжоу. В 1956 году он поступил в Пекинскую киноакадемию и окончил её в 1960 году, после чего стал ассистентом режиссёра на шанхайской студии Haiyan Film Factory.
Самостоятельно снимать фильмы У Игун начал в 1980-х годах. В 1980 году вместе с У Юнганом снял фильм «Вечерний дождь в Башань» (удостоен национальной кинопремии «Золотой петух»), а в 1982 (также вместе с У Юнганом) — «Истории южного Пекина» («Золотой петух» за лучшую режиссуру).
С 1987 года У Игун является президентом Shanghai Film Studio, с декабря 1996 года является заместителем председателя Всекитайской объединённой ассоциации литературы и искусства.

## Фильмография

### Режиссёр
| Год  | Оригинальное название | Русское название               | Комментарий                         |
| ---- | --------------------- | ------------------------------ | ----------------------------------- |
| 1980 | 巴山夜雨              | Вечерний дождь в Башань        | «Золотой петух» за лучший фильм     |
| 1982 | 城南旧事              | Истории южного Пекина          | «Золотой петух» за лучшую режиссуру |
| 1987 | 少爷的磨难            | Приключения молодого господина |                                     |
| 1992 | 厥里人家              | Семья, отбросившая обрядность  |                                     |
| 1998 | 海之魂                | Морская душа                   |                                     |

### Продюсер
| Год  | Оригинальное название | Русское название                     | Комментарий |
| ---- | --------------------- | ------------------------------------ | ----------- |
| 1989 | 最后的贵族            | Последняя из аристократической семьи |             |
| 1994 | 二嫫                  |                                      |             |
| 1995 | 摇啊摇，摇到外婆桥    | Шанхайская триада                    |             |

### Автор сценария
| Год  | Оригинальное название | Русское название | Комментарий |
| ---- | --------------------- | ---------------- | ----------- |
| 1995 | 大捷                  | Великая победа   |             |

### Актёр
| Год  | Оригинальное название | Русское название | Роль        | Комментарий |
| ---- | --------------------- | ---------------- | ----------- | ----------- |
| 1990 |                       | Окружённый город | Чжоу Хоуцин | телесериал  |